# 中国邮票分类
中国邮票分类，是指中国大陆地区现行通用的邮票分类方法，包括普通邮票、个性化邮票、特种邮票（纪念邮票）、「特」字邮票和军用邮票等。

## 分类

### 普通邮票
普通邮票一般用于信件的贴用。迄今为止，中国邮政发行过33套普通邮票。目前常见的有“保护人类共有的家园”（普30）和“美丽中国”（普32），通常在任何邮局都可以买到，但并非所有邮局都提供所有面值的邮票。邮票的面值如下：
- 中国鸟（普31）
  - 第一组：0.8元、1.0元、2.0元、4.2元、5.0元、5.4元、6.0元
  - 第二组：0.4元、1.2元
- 保护人类共有的家园（普30）：0.05元、0.1元、0.3元、0.5元、0.6元、0.8元、1.5元、4.5元
- 美丽中国（普32）
  - 第一组：0.8元（2种）、1.2元（2种）、1.5元、3元
  - 第二组：0.4元、1元、2元、4.2元
  - 第三组：0.8元、1元（2种）、1.2元（2种）、2元
  - 第四组：0.8元、1.2元（2种）、2元、3元、4.2元

### 个性化邮票
个性化邮票是一种主图确定，副票可以根据需要改变的一种邮票（个56 立德树人除外。它既可以改变附票也可以改变主票）。副票的图案可以是重大事件、单位广告、个人照片等在法律约束下的各种内容，这也是其个性化的体现。中国邮政部门已经发行的个性化邮票主图有：金长城、喜鹊剪纸、「福」字、凤凰、百合花、牡丹花、装饰品、一帆风顺、和谐、国旗、上海2010世博会、中国结、天安门、太阳神鸟、「八一」军徽、北京奥运中国印、北京奥运火炬传递等。

### 特种邮票及纪念邮票
特种邮票及纪念邮票，现在平均每年发行二十余套，每套下有具体编号（J表示纪念邮票，T表示特种邮票），一般是纪念重大事件、人物、描绘风景建筑、人文文化等。发行量每套1000万左右，但在集邮市场大多贬值，原因是消耗太少。但个别设计优良，题材重要的邮票价格上涨，如：2008-18（1-1）J第29届奥林匹克运动会开幕纪念邮票面值1.20元，市场价7.00元。

### 「特」字邮票
「特」字邮票是在突发事件时发行的邮票，这类邮票是发行计划上没有的，编号上有「特」字，如：特3-2001（1-1）中国加入世界贸易组织。

### 附捐邮票
- 中华人民共和国第一套附捐邮票是1984年2月16日发行的T92《儿童》附捐邮票，全套2枚。为中國兒童基金會筹款，全国妇联主席、中国儿童基金会会长康克清为附捐邮票纪念卡题词“为了孩子”。这套邮票印有中国儿童年基金会会徽， 图名分别为：“在阳光下”、“健康成长”，每枚面值8分+2分。其中8分是邮资，2分是给儿童和少年基金会的捐款。发行量1596万/枚，可为中国儿童基金会筹集60万的基金。
- 1985年3月15日，“中国残疾人福利基金会”成立一周年，为残疾人的福利事业募集资金，邮电部发行了T105《中国残疾人》附捐邮票，全套4枚。邮票图名分别为：“盲文”、“哑语”、“假肢”、“轮椅”，发行量747万，面值均为8分，附捐金额均为2分。
- 1989年6月1日，联合国国际儿童十年和国际儿童节四十周年纪念日，邮电部发行了T137《儿童生活》附捐邮票，全套4枚，纵向连印。邮票图名分别为：“我的好朋友”、“企鹅你好”、“我的鸟”、“拍球”，面值和附捐金额的结构与“中国残疾人”完全相同，发行量1445万。
- 1991年，长江、淮河及太湖流域暴雨成灾。1991年9月14日，邮电部发行了T168《赈灾》附捐邮票，全套1枚。这套邮票是新中国第一次为赈灾发行的附捐邮票。邮票主图为在蓝色水面上的由两只手组成的一个红心，寓意中国人民心连心、手挽手，紧密团结抗击洪涝灾害，突出表现了社会主义制度下“一方有难、八方支援”的精神风貌。该邮票面值80分，虽没有印附捐值，但邮电部将邮资收入全部捐给了灾区。
- 1998年夏，长江、松花江和嫩江流域频发特大洪水。为捐助灾区，国家邮政局于当年9月10日发行了1998-31T《抗洪赈灾》附捐邮票，全套1枚。邮票主图是将洪水挡在外面的抽象红色大坝，大坝又像“众”字，含众志成城、共抗洪魔之意，副票图案与邮票图案相似。邮票邮资50分，副票附捐50分，发行量3000万枚。这是我国首次以主、副票形式发行的附捐邮票。
- 2003年5月19日国家邮政局为抗击“非典”沿袭T168《赈灾》附捐邮票的模式，发行了特4-2003《万众一心抗击非典》附捐邮票，全套1枚。邮票主图酷似一个交通禁行标志，正中被一道红杠划过的是“SARS”字样，其外围的红圈由一些小红心组成，含有万众一心、使“非典”止步的意思。邮票面值80分，没有印附捐值，发行量1250万枚，国家邮政局把邮票发行的全部收入捐赠给了卫生部门，用以支持抗击“非典”工作。
- 2008年5月20日，为汶川大地震抗震救灾，国家邮政局特别发行了《抗震救灾 众志成城》附捐邮票，全套1枚。邮票采用主、副票形式，画面表现了全国各族人民在严重的地震灾害面前手拉手、心连心、众志成城的坚定意志和无私奉献精神。邮票面值1.20元，附捐1元，发行量1300万套，中国邮政集团公司决定将此套邮票的全部邮资收入1560万元和附捐款1300万元，共计2860万元通过民政部门捐赠给汶川地震灾区。
- 2013年5月3日，为支援芦山地震灾民，中国邮政特别发行了《齐心协力抗震救灾》邮票，全套1枚。邮票采用红、黑、白三种颜色，色彩庄重，票面上印有地震波与双手传递爱心的图案，展现了在严重的地震灾害面前，全国人民守望相助、众志成城的坚定意志，诠释了“齐心协力抗震救灾”的主题，彰显了举国上下团结一心、共克时艰的信心与力量。邮票面值1.2元，发行量1000万套，中国邮政将全部邮资收入1200万元将捐赠给地震灾区。

### 贺年专用邮票
自2006年11月起每年10月或11月发行，固定为1.2元次年生肖主题图案+3元贺年图案（2006年至2019年固定为“贺新禧”）邮票组合，通常搭配贺年有奖信封发售。

### 贺卡邮票
共发行过两套，均为不干胶材质。2013年发行的贺卡邮票主题为一帆风顺（80分）、流光溢彩（1.20元）、美好祝福（2.40元）和竹报平安（3元），2015年发行的贺卡邮票主题为自由行（80分）、自驾游（1.20元）和背包客（3元）。此类邮票原本专门粘贴于各地邮政部门发行的贺卡或明信片上，但有邮商将粘贴到贺卡或明信片上的邮票使用有机溶剂洗下，或是通过各种途径批发到未来得及粘贴的邮票，在市面上出售，并被消费者用于充抵并非贺卡的邮资。

## 曾经出现过的类别
- 老普通邮票：上个世纪五六十年代发行的普通邮票
- 加字改值邮票：仅在中华人民共和国成立之初出现，在中华邮政或原中共解放区邮票上加盖“中国人民邮政”字样及旧人民币或东北币面值。
- 老纪特邮票：标有「纪」「特」字样的老邮票，区别于现在的标有「J」「T」的纪特邮票
- 文革邮票：标有「文」字，在文化大革命时发行的邮票，诸如：毛泽东的题词邮票
- 军用邮票：这类邮票禁止非军人贴用。中国曾在1953年曾发行过“黄军邮”、“紫军邮”和“蓝军邮”（面值为旧人民币800元），20世纪90年代曾发放过20分的义务兵贴用邮票（“红军邮”，面值20分），现已不再发行专门的军用邮票。
- 欠资邮票：分别于1950年和1954年各发行过一套。
- 航空邮票：分别于1951年和1957年各发行过一套。
- 包裹邮票：仅在1950年发行过一套，并且仅限东北行政区使用。
- 电子邮票：1999年12月30日开始在北京西站邮局发行，2001年7月因邮票机故障停止发行，至今未恢复发售。已印出的电子邮票也只能在北京西站邮局使用。